# Elecciones municipales de 2023 en Las Palmas de Gran Canaria
Las elecciones municipales de 2023 se celebraron en la ciudad de Las Palmas de Gran Canaria el domingo 28 de mayo de 2023. Se eligieron los 29 concejales del pleno del ayuntamiento de Las Palmas de Gran Canaria, a través de un sistema proporcional (método D'Hondt), con listas cerradas y un umbral electoral del 5%.

## Resultados
| ↓    |    |   |   |     |    |
| 12   | 2  | 1 | 1 | 4   | 9  |
| PSOE | NC | P | C | VOX | PP |

| Candidatura | Candidatura                           | Candidato               | Votos   | %                               | Con                             |
| ----------- | ------------------------------------- | ----------------------- | ------- | ------------------------------- | ------------------------------- |
|             | Partido Socialista de Canarias (PSOE) | Carolina Darias         | 50.494  | 33,07                           | 12                              |
|             | Partido Popular de Canarias (PP)      | Jimena Delgado          | 41.515  | 27,19                           | 9                               |
|             | Vox                                   | Alberto Rodríguez       | 17.233  | 11,29                           | 4                               |
|             | Nueva Canarias-F. Amplio (NC-FAC)     | Pedro Quevedo           | 9.347   | 6,12                            | 2                               |
|             | Unidas Sí Podemos (USP)               | Gemma Martínez Soliño   | 8.191   | 5,36                            | 1                               |
|             | Coalición Canaria (CCa)               | Francis Candil          | 7.944   | 5,19                            | 1                               |
|             | Unidos por Gran Canaria (UxGC)        | Enrique Hernández Bento | 5.066   | 3,31                            |                                 |
|             | Drago Verdes Canarias (DVC)           | Paco Vaquero            | 2.875   | 1,88                            |                                 |
|             | Hablemos Ahora                        | Jorge Lahoud            | 2.598   | 1,70                            |                                 |
|             | PACMA                                 | Iris Sánchez            | 1.970   | 1,29                            |                                 |
|             | Ciudadanos (Cs)                       | Enrique Sánchez         | 643     | 0,42                            |                                 |
|             | Tercera Edad en Acción (3.ª)          | Ángel López             | 535     | 0,35                            |                                 |
|             | Partido Nacionalista Canario (PNC)    | Roberto Reyes           | 527     | 0,34                            |                                 |
|             | Ahora Canarias-PCPC                   | Carmelo Suárez          | 514     | 0,33                            |                                 |
|             | Reunir Canarias Sostenible            | Pilar Quintana          | 489     | 0,32                            |                                 |
|             | Contigo Somos Democracia              | Ayoze Santana           | 197     | 0,12                            |                                 |
| En blanco   | En blanco                             | En blanco               | 2.499   | 1,63                            |                                 |
| Votos nulos | Votos nulos                           | Votos nulos             | 2.140   | Participación: \| \| 50.69 % \| | Participación: \| \| 50.69 % \| |
| Votantes    | Votantes                              | Votantes                | 154.777 | Participación: \| \| 50.69 % \| | Participación: \| \| 50.69 % \| |
|             | 50.69 %                               |                         |         |                                 |                                 |